# Barboides gracilis
Barboides gracilis és una espècie de peix cipriniforme de la família dels ciprínids.

## Morfologia
- Els mascles poden assolir 1,8 cm de longitud total.[4][5]

## Hàbitat
És un peix d'aigua dolça i de clima tropical (24 °C-26 °C).

## Distribució geogràfica
Es troba a Àfrica: des de Benín, Nigèria i el Camerun fins a la Guinea Equatorial.